# Rob Zepp
Robert "Rob" Zepp, född 7 september 1981, är en tysk-kanadensisk professionell ishockeymålvakt som tillhör NHL-organisationen Philadelphia Flyers och spelar för deras primära samarbetspartner Lehigh Valley Phantoms i American Hockey League (AHL). Han har tidigare spelat på lägre nivåer för Lowell Lock Monsters i AHL, SaiPa i Liiga, Eisbären Berlin i Deutsche Eishockey Liga (DEL), Florida Everblades i ECHL och Plymouth Whalers i Ontario Hockey League (OHL).
I 1999 års draft blev Zepp draftad i fjärde rundan av Atlanta Thrashers som 99:e spelaren totalt men blev aldrig kontrakterad av NHL-organisationen utan han blev draftad igen, den här gången av Carolina Hurricanes som valde honom i 2001 års fjärde draftrunda som 110:e spelaren totalt.

## Statistik
M = Matcher, V = Vinster, F = Förluster, O = Oavgjorda, ÖF = Förluster på övertid eller straffar, MIN = Spelade minuter, IM = Insläppta Mål, N = Hållit nollan, GIM = Genomsnitt insläppta mål per match, R% = Räddningsprocent

### Grundserie
| Källa: Uppdaterad: 2014-12-23 | Källa: Uppdaterad: 2014-12-23 | Källa: Uppdaterad: 2014-12-23 | Källa: Uppdaterad: 2014-12-23 | Källa: Uppdaterad: 2014-12-23 | Källa: Uppdaterad: 2014-12-23 | Källa: Uppdaterad: 2014-12-23 | Källa: Uppdaterad: 2014-12-23 | Källa: Uppdaterad: 2014-12-23 | Källa: Uppdaterad: 2014-12-23 | Källa: Uppdaterad: 2014-12-23 | Källa: Uppdaterad: 2014-12-23 | Källa: Uppdaterad: 2014-12-23 |  |
| Säsong                        | Lag                           | Liga                          | M                             | V                             | F                             | O                             | ÖF                            | MIN                           | IM                            | N                             | GIM                           | R%                            |  |
| ----------------------------- | ----------------------------- | ----------------------------- | ----------------------------- | ----------------------------- | ----------------------------- | ----------------------------- | ----------------------------- | ----------------------------- | ----------------------------- | ----------------------------- | ----------------------------- | ----------------------------- |  |
| 1998–1999                     | Plymouth Whalers              | OHL                           | 31                            | 19                            | 3                             | 4                             | —                             | 1662                          | 76                            | 3                             | 2.74                          | .897                          |  |
| 1999–2000                     | Plymouth Whalers              | OHL                           | 53                            | 36                            | 11                            | 3                             | —                             | 3005                          | 119                           | 3                             | 2.38                          | .903                          |  |
| 2000–2001                     | Plymouth Whalers              | OHL                           | 55                            | 34                            | 18                            | 3                             | —                             | 3246                          | 122                           | 4                             | 2.26                          | .916                          |  |
| 2001–2002                     | Florida Everblades            | ECHL                          | 13                            | 6                             | 5                             | 2                             | —                             | 739                           | 41                            | 0                             | 3.33                          | .902                          |  |
| 2002–2003                     | Florida Everblades            | ECHL                          | 41                            | 20                            | 13                            | 7                             | —                             | 2372                          | 112                           | 3                             | 2.83                          | .910                          |  |
|                               | Lowell Lock Monsters          | AHL                           | 5                             | 1                             | 3                             | 1                             | —                             | 303                           | 16                            | 1                             | 3.16                          | .922                          |  |
| 2003–2004                     | Florida Everblades            | ECHL                          | 35                            | 14                            | 13                            | 7                             | —                             | 2052                          | 101                           | 0                             | 2.95                          | .921                          |  |
|                               | Lowell Lock Monsters          | AHL                           | 2                             | 0                             | 1                             | 1                             | —                             | 124                           | 7                             | 0                             | 3.40                          | .892                          |  |
| 2004–2005                     | Florida Everblades            | ECHL                          | 26                            | 11                            | 10                            | 2                             | —                             | 1414                          | 63                            | 2                             | 2.67                          | .910                          |  |
| 2005–2006                     | SaiPa                         | Liiga                         | 44                            | 18                            | 16                            | 9                             | —                             | 2501                          | 85                            | 4                             | 2.04                          | .929                          |  |
| 2006–2007                     | SaiPa                         | Liiga                         | 24                            | 8                             | 11                            | 4                             | —                             | 1278                          | 70                            | 0                             | 3.29                          | .893                          |  |
| 2007–2008                     | Eisbären Berlin               | DEL                           | 41                            | 24                            | 9                             | —                             | —                             | 2447                          | 107                           | 3                             | 2.62                          | .902                          |  |
| 2008–2009                     | Eisbären Berlin               | DEL                           | 43                            | 24                            | 13                            | —                             | —                             | 2568                          | 108                           | 2                             | 2.52                          | .916                          |  |
| 2009–2010                     | Eisbären Berlin               | DEL                           | 50                            | 35                            | 9                             | —                             | —                             | 2975                          | 130                           | 5                             | 2.62                          | .912                          |  |
| 2010–2011                     | Eisbären Berlin               | DEL                           | 43                            | 24                            | 16                            | —                             | —                             | 2492                          | 100                           | 2                             | 2.41                          | .913                          |  |
| 2011–2012                     | Eisbären Berlin               | DEL                           | 42                            | 26                            | 14                            | —                             | —                             | 2430                          | 95                            | 4                             | 2.35                          | .921                          |  |
| 2012–2013                     | Eisbären Berlin               | DEL                           | 46                            | 25                            | 21                            | —                             | —                             | 2777                          | 127                           | 5                             | 2.74                          | .921                          |  |
| 2013–2014                     | Eisbären Berlin               | DEL                           | 38                            | 24                            | 14                            | —                             | —                             | 2256                          | 90                            | 1                             | 2.39                          | .931                          |  |
| 2014–2015                     | Philadelphia Flyers           | NHL                           | 1                             | 1                             | 0                             | —                             | 0                             | 60                            | 3                             | 0                             | 3.00                          | .893                          |  |
|                               | Lehigh Valley Phantoms        | AHL                           | 17                            | 8                             | 5                             | 4                             | —                             | 1022                          | 46                            | 0                             | 2.70                          | .918                          |  |
| NHL totalt                    | NHL totalt                    | NHL totalt                    | 1                             | 1                             | 0                             | —                             | 0                             | 60                            | 3                             | 0                             | 3.00                          | .893                          |  |
| AHL totalt                    | AHL totalt                    | AHL totalt                    | 24                            | 9                             | 9                             | 6                             | —                             | 1449                          | 69                            | 1                             | 3.08                          | .910                          |  |
| Liiga totalt                  | Liiga totalt                  | Liiga totalt                  | 68                            | 26                            | 27                            | 13                            | —                             | 3779                          | 155                           | 4                             | 2.66                          | .911                          |  |
| DEL totalt                    | DEL totalt                    | DEL totalt                    | 303                           | 182                           | 96                            | —                             | —                             | 17945                         | 757                           | 22                            | 2.52                          | .840                          |  |
| ECHL totalt                   | ECHL totalt                   | ECHL totalt                   | 115                           | 51                            | 41                            | 18                            | —                             | 6577                          | 317                           | 5                             | 2.94                          | .910                          |  |
| OHL totalt                    | OHL totalt                    | OHL totalt                    | 139                           | 89                            | 32                            | 10                            | —                             | 7913                          | 317                           | 10                            | 2.46                          | .905                          |  |

### Slutspel
| 1998–1999    | Plymouth Whalers   | OHL          | 3  | 1  | 0  | 100  | 10  | 0 | 6.00 | —    |
| 1999–2000    | Plymouth Whalers   | OHL          | 23 | 15 | 8  | 1374 | 8   | 2 | 2.27 | .846 |
| 2000–2001    | Plymouth Whalers   | OHL          | 19 | 14 | 5  | 1139 | 51  | 2 | 2.69 | .892 |
| 2003–2004    | Florida Everblades | ECHL         | 12 | 8  | 3  | 683  | 31  | 1 | 2.72 | .911 |
| 2005–2006    | SaiPa              | Liiga        | 8  | 4  | 4  | 526  | 20  | 0 | 2.28 | —    |
| 2007–2008    | Eisbären Berlin    | DEL          | 14 | 10 | 4  | —    | 34  | 0 | 2.36 | —    |
| 2008–2009    | Eisbären Berlin    | DEL          | 12 | 10 | 2  | 737  | 26  | 2 | 2.12 | —    |
| 2009–2010    | Eisbären Berlin    | DEL          | 5  | 2  | 3  | 293  | 15  | 0 | 3.07 | —    |
| 2010–2011    | Eisbären Berlin    | DEL          | 12 | 9  | 3  | 738  | 32  | 0 | 2.60 | —    |
| 2012–2013    | Eisbären Berlin    | DEL          | 13 | 10 | 3  | 760  | 36  | 0 | 2.84 | —    |
| 2013–2014    | Eisbären Berlin    | DEL          | 3  | 1  | 2  | 185  | 6   | 1 | 1.94 | —    |
| Liiga totalt | Liiga totalt       | Liiga totalt | 8  | 4  | 4  | 526  | 20  | 0 | 2.28 | —    |
| DEL totalt   | DEL totalt         | DEL totalt   | 59 | 42 | 17 | 2713 | 143 | 3 | 2.48 | —    |
| ECHL totalt  | ECHL totalt        | ECHL totalt  | 12 | 8  | 3  | 683  | 31  | 1 | 2.72 | .911 |
| OHL totalt   | OHL totalt         | OHL totalt   | 45 | 30 | 13 | 2613 | 69  | 4 | 3.65 | .869 |